# Beilhique de Aidim
O Beilhique de Aidim ou Aidin (em turco: Aydınoğulları), conhecido também com Principado de Aidin (em turco: Aydın Beyliği), foi um dos beilhiques da Anatólia governado pela dinastia aidínida. Sua primeira capital foi Birgi e, posteriormente, Ayasluğ (atual Selçuk). O principado foi fundado no século XIV pelos turcos oguzes após o declínio do Sultanato de Rum e foi batizado em homenagem ao seu fundador, Aidinoglu Maomé Bei.

## História
Os aidínidas foram também os soberanos do porto de Esmirna (atual Izmir) durante todo o período e da cidade por um período. Especialmente durante o reinado de Umur, o Leão, os aidínidas se tornaram uma importante força militar naval, o que teve um papel crucial na guerra civil bizantina de 1341-1347, na qual Umur se aliou com João VI Cantacuzeno.
Em contrapartida, o principado foi atacado pelos cruzados latinos, na chamada cruzada esmirniota, que tomou a cidade. O beilhique foi incorporado pelo Império Otomano pela primeira vez em 1390 e, depois da passagem de Tamerlão pela Anatólia em 1402 e do caos que se seguiu e que durou até 1425, seus territórios se tornaram novamente - e definitivamente - parte do reino otomano.
Os beis de Aidim deixaram muitas importantes obras arquitetônicas, principalmente nas capitais.